# Régiment d'artillerie coloniale du Levant
Le régiment d'artillerie coloniale du Levant (RACL) est une unité militaire des troupes coloniales. Formé à partir du 11e groupe autonome d'artillerie coloniale en 1927, il est alors l'unique unité d'artillerie française au Levant.
Il participe à la campagne de Syrie pendant la Seconde Guerre mondiale du côté de l'Armée de Vichy puis à la campagne d'Italie et à la Libération contre les Allemands. En 1945, il est renommé 11e régiment d'artillerie coloniale, sauf le 4e groupe qui devient groupe d'artillerie coloniale de montagne du Levant et est dissout en 1954.

## Histoire
Il est créé le 1er avril 1927 à partir du 11e groupe d'artillerie autonome du Maroc, ex-11e régiment d'artillerie coloniale (mixte malgache). Formé de deux, trois puis quatre groupes, il est stationné à Damas, avec une batterie de montagne à Deir ez-Zor et Soueïda. Formé en 1929, le 3e groupe est à Beyrouth. Il a également la responsabilité de batteries côtières et de forteresse à partir de 1937. Il est équipé de canons de 75 portés, de canons de 65 de montagne, de canons de 105 de montagne (en) et de mortiers de Bange et de canons côtiers. 
L'artillerie des troupes spéciales du Levant (groupe spécial d'artillerie à partir de 1933 et deux batteries libanaises à partir de 1939) est rattachée au RACL.

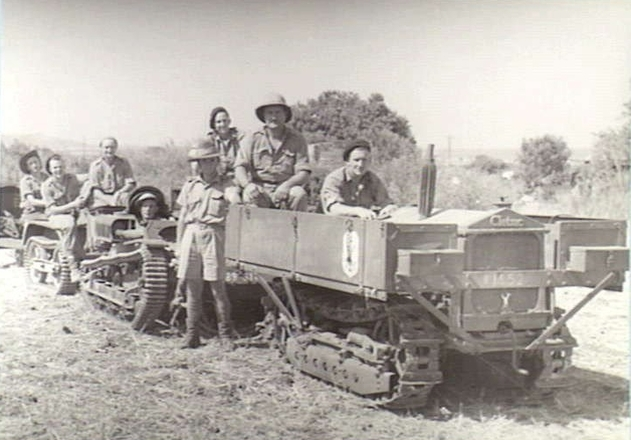
Tracteur d'artillerie Cletrac K20 du RACL capturé par les troupes australiennes en 1941.

Il participe à la campagne de Syrie pendant la Seconde Guerre mondiale du côté de l'Armée de Vichy. Son personnel est rapatrié en France à la fin des combats puis au Maroc.
Au Maroc, le RACL est en garnison à Casablanca et Marrakech avec deux groupes mal équipés lors de l'arrivée des Alliés. Il échange son 1er groupe contre deux groupes du régiment d'artillerie coloniale du Maroc. Deux batteries participent à la campagne de Tunisie. Le régiment (avec deux groupes sur quatre) participe ensuite à la campagne d'Italie au sein du corps expéditionnaire français en Italie. Pendant la campagne de Libération et la campagne d'Allemagne, le RACL, au complet, est rattaché à la 1re armée française.
En octobre 1945, il est renommé 11e régiment d'artillerie coloniale. Toutefois, le 4e groupe du RACL, envoyé en Indochine, conserve les traditions de son régiment d'origine. Il prend le nom de groupe d'artillerie coloniale de montagne du Levant (GACML). Le 1er octobre 1954, le GACML devient le 1er groupe du régiment d'artillerie coloniale du Maroc.

## Chefs de corps
- 1942 : colonel Rousseau[3]
- 1943 : colonel Missonier[7]

## Étendard

Dessin du revers de l'étendard du RACL.

Il porte les inscriptions :
- Levant 1921-1927
- Italie 1943-1944
- Toulon 1944

## Insigne
L'insigne du régiment présente un chevalier croisé à cheval, le tout chargé d'une ancre. Le chevalier évoque les chevaliers francs partis en croisade au Levant.
Plusieurs variantes d'insignes métalliques ont été réalisées.

## Personnalités ayant servi au RACL
- Albert Grand (1914-1998), compagnon de la Libération ;
- André Thoreau (1899-1985), compagnon de la Libération ;
- Sei Koné, artilleur guinéen[9].